# Lantana tetragona
Lantana tetragona là một loài thực vật có hoa trong họ Cỏ roi ngựa. Loài này được (Forssk.) Schweinf. mô tả khoa học đầu tiên năm 1912.